# Johan Reinhold von Trautwetter
Johan Reinhold von Trautwetter, född 1676 i Livland, död den 18 januari 1740 i Hohendorf i Vorpommern, var en svensk friherre och militär.
Johan Reinhold von Trautwetter var son till landrichter Herman Georg von Trautwetter och Anna Elisabet von Frank. Han blev officer 1694, kapten vid Albedyls dragonregemente 1700, major 1701, överstelöjtnant vid Meijerfelts dragonregemente 1703. von Trautwetter ledde en trupp svenskar i slaget vid Nieśwież och deltog tillsammans med Carl Gustaf Creutz i belägringen av Lachowicze. Han blev tillfångatagen vid kapitulationen vid Perevolotjna 1709 och fördes till Moskva men rymde 1712. von Trautwetter blev sekundöverste vid Riksänkedrottningens livregemente till fot och var 1715–1721 generalmajor och chef för regementet. Han blev fången vid Stralsunds fall 1715 men frisläpptes 1718, blev därefter generallöjtnant och 1719 överkommendant för Stralsund och övriga fästningar i Pommern. Han upphöjdes 1720 till friherre och var 1721–1732 chef för Drottningens livregemente till fot.